# Asterocheres serrulatus
Asterocheres serrulatus is een eenoogkreeftjessoort uit de familie van de Asterocheridae. De wetenschappelijke naam van de soort is voor het eerst geldig gepubliceerd in 1995 door Humes.